# Howard Browne
Pour les articles homonymes, voir Browne, Evans et John Evans.
Howard Browne, né le 15 avril 1908 et mort le 28 octobre 1999, est un scénariste et écrivain américain, auteur de roman policier. Il a signé plusieurs œuvres du pseudonyme John Evans.

## Biographie
Après avoir passé son enfance à Arapahoe et à Lincoln, il part à 17 ans pour Chicago où il pratique divers métiers jusqu’en 1941.
En 1939, il se met à écrire des nouvelles pour les pulp’s. À partir de 1941, il est directeur littéraire aux éditions Ziff Davis Publishing et le rédacteur en chef des pulp’s Amazing Stories et Fantastic Adventure.
Son premier roman, Warrior of the Dawn (1943), est un roman de science-fiction. Mais il passe rapidement au roman policier. Sous le pseudonyme de John Evans, il commence une série de romans avec le détective privé Paul Pine (traduit en Paul Payne ou Paul Paine en français). Le premier est Halo in Blood en 1946. La série se poursuit pendant vingt ans jusqu'à The Paper Gun en 1985.  Selon Claude Mesplède, Howard Browne est « un excellent disciple de Chandler ».
En 1957, à la demande de Roy Huggins, il part pour Hollywood où il devient un scénariste prolifique pour la télévision et le cinéma. Il écrit plusieurs centaines de scénarios pour les séries télévisées Cheyenne, Échec et mat, Sugarfoot, Maverick, 77 Sunset Strip, Bus Stop, Le Virginien, Le Fugitif, Match contre la vie, Opération danger, Mission impossible et Mannix. 
En 1985, il est nommé Grand Maître par l'association Private Eye.

## Œuvre

### Romans signés Howard Browne
- Warrior of the Dawn, 1943
- Thin Air, 1953[4]
  - Ni vu, ni connu, Détective-club France no 82, 1954, Détective-club Suisse no 111, 1954, La Chouette no 64, 1957, J’ai lu policier no 24, 1965, Le Miroir obscur no 48, 1982
- The Taste of Ashes, 1957 
  - À la schlague, Série noire no 470, 1958, Carré noir no 529, 1985 (traduction de Marcel Duhamel)
- The Return of Tharn (en), 1956
- The Paper Gun, 1985
- Pork City, 1988
- Scotch on the Rocks, 1991
- Murder Wears a Halo, 1997
- Carbon-Copy Killer & Twelve Times Zero, 1997
- Incredible Ink, 1997 (recueil de nouvelles)

### Romans signés John Evans
- Halo in Blood, 1946
  - Tous les chemins mènent au cimetière, Détective-club France no 30, 1950, Détective-club Suisse no 61, 1950, La Chouette no 26, 1956, J’ai lu policier no 36, 1965, Le Miroir obscur no 59, 1983
- If You Have Tears, 1947
  - Tu peux pleurer ma belle, Le Fantôme no 6, 1953
- 'Halo for Satan, 1948 
  - Une auréole pour Satan, La Chouette no 143, 1959, Le Miroir obscur no 75, 1983
- Halo in Brass, 1949 
  - Mortes damnées, Détective-club France no 48, 1952, Détective-club Suisse no 79, 1952, J’ai lu policier no 66, 1968, Le Miroir obscur no 67, 1983

### Filmographie
Outre les nombreux scénarios de séries télévisées, Harold Browne a écrit quelques scénarios pour le cinéma :
- 1961 : Portrait d'un tueur (Portrait of a Mobster), d’après le roman de Harry Grey, réalisé par Joseph Pevney
- 1967 : L'Affaire Al Capone réalisé par Roger Corman
- 1975 : Capone réalisé par Steve Carver

## Sources
- Jacques Baudou  et Jean-Jacques Schleret , Les Métamorphoses de la chouette : Détective-club, Paris, Futuropolis, 1986 (ISBN 978-2-737-65488-6), p. 44-45.
- Claude Mesplède (dir.), Dictionnaire des littératures policières, vol. 1 : A - I, Nantes, Joseph K, coll. « Temps noir », 2007, 1054 p. (ISBN 978-2-910-68644-4, OCLC 315873251), p. 314-315.
- Claude Mesplède, Les années "Série noire" : bibliographie critique d'une collection policière, vol. 1 : 1945-1959, Amiens, Editions Encrage, coll. « Travaux » (no 13), 1992 (ISBN 978-2-906-38934-2).